# Betonica nivea
Betonica nivea (Буквица белоснежная) ist eine Pflanzenart aus der Gattung der Betonien (Betonica) innerhalb der Familie der Lippenblütler (Lamiaceae). Sie gedeiht im alpinen Hochgebirge vom östlichen Großen Kaukasus bis in den westlichen Elburs.

## Beschreibung

### Unterscheidung zu verwandten Arten und Systematik
Betonica nivea ist morphologisch eng mit Betonica ossetica und Betonica abchasica sowie im Weiteren mit der Betonica grandiflora verwandt. Joseph Bornmüller trennte bei der Durchsicht von Herbarbelegen Betonica ossetica und Betonica abchasica aus Betonica nivea als Unterarten heraus. Später erhielten diese den Status von eigenen Arten.
Morphologisch unterscheidet sich Betonica nivea von Betonica ossetica durch kleinere rosafarbene Blüten (diese sind bei Betonica ossetica sehr groß und gewöhnlich gelb-weiß), von Betonica abchasica durch das Fehlen von Sternhaaren und verzweigten Haaren am Stängel und in den violetten Blüten bei Betonica abchasisca.
Allgemein ist Betonica nivea als auffällige alpine Art beschrieben worden: George Bentham erwähnte sie als „Planta elegantissima, magnitudine et floribus B. grandiflorae“ – eine formschöne Pflanze, Größe und Blüten wie bei der Großblütigen Betonie. Bei Pierre Edmond Boissier wird ebenso die Blütenähnlichkeit zur Großblütigen Betonie sowie die Eleganz der Spezies angedeutet (Species elegans).

### Vegetative Merkmale
Betonica nivea ist eine ausdauernde krautige Pflanze und erreicht Wuchshöhen von 15 bis 50 Zentimetern. Sie bildet ein unterirdisches, knotiges Rhizom als Überdauerungsorgan aus. Der Stängel wie die Laubblätter stehen in einer grundständigen Rosette zusammen. Der gebogene, aufrechte bis aufsteigende einfache Stängel ist mit rückwärts gerichteten langen Gliederhaaren bedeckt. Rosettenblätter zahlreich, länglich-lanzettlich bis schmal-lanzettlich, 12 bis 13 Zentimeter lang, 2 bis 3 Zentimeter breit, am Rand grob rund gekerbt. Stängelblätter ähnlich aber kleiner, oberseits runzelig mit einfachen Glieder- und Sternhaaren besetzt; die Unterseite weiß filzig, mit heraustretenden Adern, mit Sternhaaren und langen Gliederhaaren besetzt. Untere Blätter mit 7 bis 10 Zentimeter langem Stil, Stängelblätter fast sitzend. Die hochblattartigen Tragblätter grau, oval-lanzettlich, mit Sternhaaren und Gliederhaaren besetzt.

### Generative Merkmale
Die Blütezeit reicht von Mai bis Juli. Der Blütenstand besteht unten aus zwei bis drei abgesetzten Scheinquirlen sowie einem oberen Scheinquirl in einer gedrängten Scheinähre.
Die zwittrigen Blüten sind zygomorph und fünfzählig mit doppelter Blütenhülle. Blütenkelch röhrig-glockig, netzartig, mit langen Gliederhaaren. Zähne dreieckig-lanzettlich, ein Drittel bis ein Fünftel der Länge des Blütenkelches; Krone pink oder gelb, 2- bis 2,5-mal länger als der Kelch, Kronröhre gebogen, behaart. Oberlippe länglich, an der Spitze gerundet oder kurz gekerbt; Unterlippe länger, die mittlere Lippe breit-länglich oder gewellt gerandet, die äußeren Lippen halb so lang, gerundet.
Die Teilfrüchte sind dunkelbraun, fein eingesenkt.

### Chromosomenzahl
Die Chromosomenzahl beträgt 2n = 16.

## Ökologie
Betonica nivea besiedelt alpine und subalpine Steintriften im östlichen Großen Kaukasus. Die Unterart ssp.mazandarana wird im iranischen Elburs auf nordseitigen Hanglagen in etwa 3000 Metern angetroffen. Hier bevorzugt sie etwas feuchtere Habitate.

## Vorkommen
Die Pflanze kommt vor allem im Kaukasus (Dagestan), in Ost-Transkaukasien, Aserbaidschan und im Elburs (Mazandaran) vor.

## Taxonomie

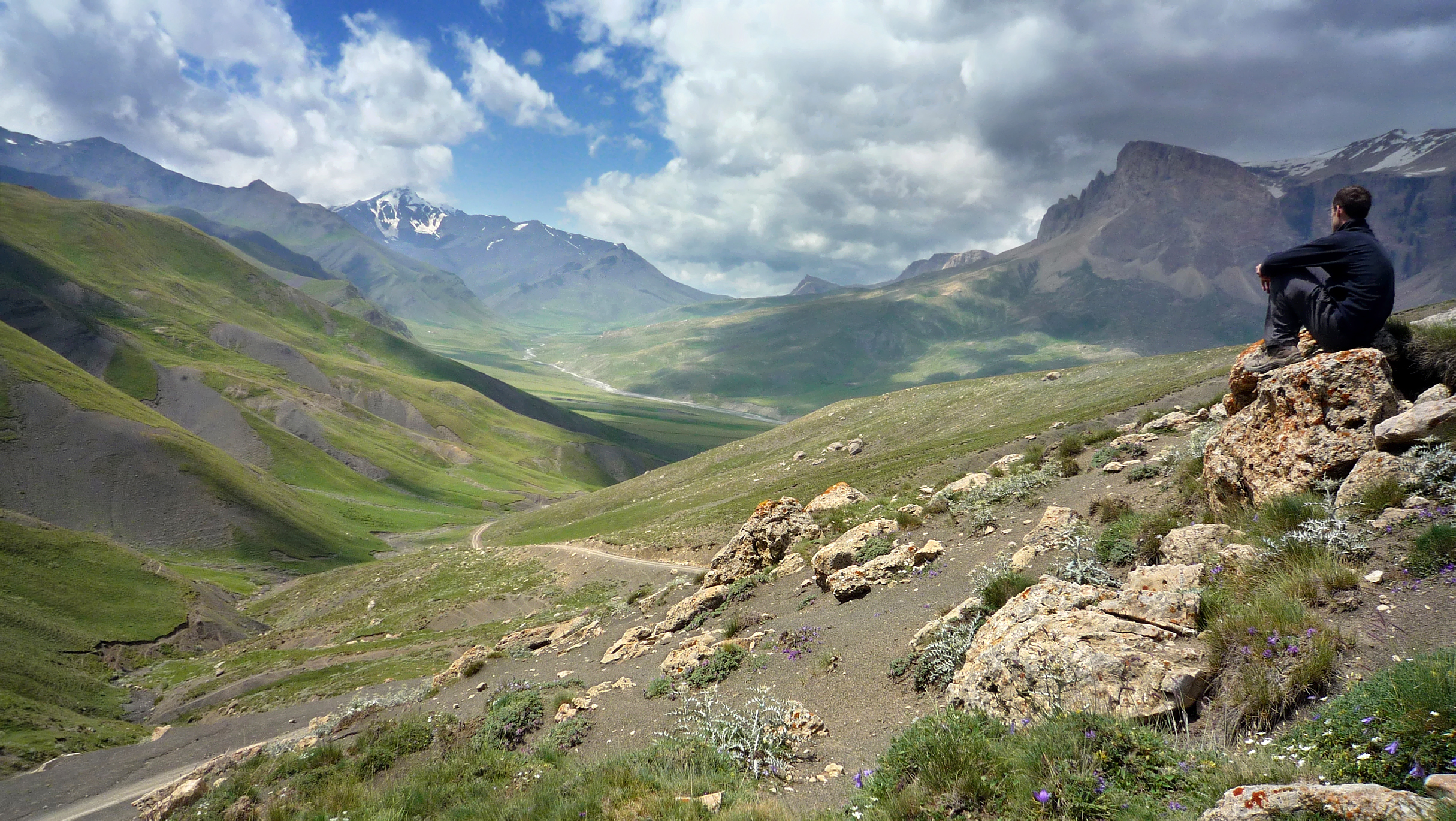
Tal von Khinalug in Aserbaidschan, Typusfundort der gelblühenden Varietät

Die Erstbeschreibung von Betonica nivea erfolgte im Jahr 1812 durch Christian von Steven in den Mémoires de la Société Impériale des Naturalistes de l’Université Impériale de Moscou, die von der Moskauer Gesellschaft der Naturforscher (Московское общество испытателей природы) herausgegeben wurde. Stevens Fundstücke entstammten dem damaligen Gebiet Dagestans. Zumindest Chinalug (oder Khinalug), einer der beiden von Steven angegebenen Typenfundorte, liegt jedoch heute auf aserbaidschanischem Gebiet. Bei der zweiten, von Steven mit Djumi angegebenen Typenfundort handelt es sich wohl um Dschymenses, in der älteren Literatur auf Deutsch zumeist mit „Dschmit“ transliteriert.
Das Artepitheton „nivea (lateinisch: schneeweiß)“ bezieht sich auf die weißfilzigen Blattunterseiten.
Taxonomisch von Bedeutung ist, dass Steven die Pflanzenexemplare aus Chinalug (Xınalıq, siehe Chinalugische Sprache) als gelbblühend (flore flavo) und die aus Djumi als rotblühend (flore roseo) beschrieben hatte.
Steven gab im Itinerar die rotblühende Form aus dem Heilquellengebiet von Djumi auch als eigentlichen Typusfundort der neuen Betonienart an: J'y trouvais cependant une nouvelle espèce de Betoine à grandes fleurs rouges, et feuilles longues blanches en dessous.
Später wurden fälschlicherweise auch sich stärker unterscheidende Pflanzenexemplare aus Abchasien, Ossetien und Nordpersien den dagestanischen Pflanzen aus der Originaldiagnose Stevens zugeordnet. Später schied Bornmüller aus diesem heterogenen Material zwei neue Unterarten – heute gültig anerkannte Arten – sowie eine Unterart aus.
Typus und Paratypus befinden sich in Helsinki.
Synonyme für Betonica nivea Stev. sind Stachys nivea Benth. non Labill. nom. illegit. und Stachys discolor Benth.
Die zwei erstmals von Bornmüller taxonomisch unterschiedenen Formen und heute als nächstverwandte Arten angesehenen Betonica ossetica (Bornm.) Chinth. und Betonica abchasica (Bronm.) Chinth. sind Endemiten des Kaukasus-Gebirges. Ihr Verbreitungsgebiet schließt sich westlich an dasjenige von Betonica nivea an.

Betonica nivea findet sich somit nur im östlichen Kaukasus (Dagestan, Aserbaidschan), Betonica ossetica im zentralen und zentralöstlichen sowie Betonica abchasica nur im westlichen Kaukasus. Die Arten des Komplexes sind daher nicht sympatrisch und haben sich durch Anpassung an die unterschiedlichen Lebensbedingungen wohl von einer ursprünglichen Stammart aus weiterentwickelt.
Auch der von Reba Bhattacharjee vorgenommenen Untergliederung der Gattung Betonica in zwei Sektionen, in welcher Betonica nivea in der Sektion Makrostachya zu den vorder- und zentralasiatischen sowie südosteuropäischen Betonien gezählt wird, liegt die Vermutung einer Verwandtschaft aus einer asiatischen Betonien-Radiation zu Grunde.
Die Unterart Betonica nivea Stev. subsp. masandarana (Bornm.) Rech.f. stammt aus dem nordiranischen Elburs-Gebirge. Ursprünglich von Bornmüller als Varietät eingestuft, hat sie Karl Heinz Rechinger als Subspezies zur Stammart ausgeschieden. Entdeckt hatte sie im Jahr 1848 Friedrich Alexander Buhse, der sie im Elburs-Gebirge bei „Warahosul“ als zu Betonica nivea gehörend erkannte. Wichtigstes Erkennungsmerkmal der Unterart masandarana sind purpurne Blütenkronen sowie die nur graufilzigen (nicht weißfilzigen!) Unterseiten der Blattspreiten. Nach R. Govaerts ist diese Unterart aber ein Synonym von Stachys alpina subsp. alpina.

## Zierpflanze
Betonica nivea und die beiden nächstverwandten Arten Betonica ossetica und Betonica abchasica werden im gärtnerischen Bereich indifferenziert als Stachys discolor bezeichnet. Zumeist verstecken sich dabei hinter dem Namen Abkömmlinge von Betonica ossetica, die größer und auffälliger wächst als die anderen beiden. Alle Arten sind insbesondere als Steingartenstauden geeignet, die sich durch eine lange Blühzeit, auffällige Blütenkronen und zumeist auffällig silbrige Blattunterseiten auszeichnen und wegen ihrer Eignung als Bienentracht im Gartenbau Beachtung finden.